# Nikolaj Fëdorovič Gikalo
Nikolaj Fëdorovič Gikalo (in russo Николай Фёдорович Гикало?; Odessa, 8 marzo 1897 – Mosca, 25 aprile 1938) è stato un rivoluzionario e politico sovietico, ebbe importanti incarichi nello stato sovietico e rimase vittima nelle Grandi purghe staliniane nel 1938.

## Biografia
Gikalo nacque in una famiglia di etnia ebrea. Dal 1915 servì nell'Esercito imperiale russo, nel 1917 entrò nell'ala bolscevica del Partito Operaio Socialdemocratico Russo. Comandò l'Armata Rossa nella lotta contro l'Armata Bianca nel Caucaso del Nord. Fu Primo segretario del Partito Comunista dell'Azerbaigian dal 1929 al 1930 e Primo segretario del Partito Comunista della Bielorussia dal 1932 al 1937. Durante le Grandi purghe fu arrestato e accusato di complottare contro lo stato sovietico. Fu condannato a morte e giustiziato il 25 aprile 1938. Nel 1955 fu riabilitato.